# Tower Block
Tower Block is een Britse thriller uit 2012 onder regie van James Nunn en Ronnie Thompson. 

## Verhaal
"Serenity House" heeft betere dagen gekend. Het staat op de planning om gesloopt te worden zodra de gemeente de bewoners elders kan huisvesten. Alle verdiepingen zijn al lang leeg, alleen de bewoners van de tiende verdieping wachten nog altijd op een reactie van de gemeente.
Op een dag wordt op de tiende verdieping een jongen bruut vermoord door 2 gemaskerde mannen, iedereen hoort het, maar niemand helpt de jongen. Een aantal maanden later wordt het leven van de bewoners van de tiende verdieping echter ruw verstoord door het geluid van een zwaar scherpschuttersgeweer. 
Zonder internet of telefoon zullen de overgebleven bewoners moeten samenwerken om te ontsnappen aan deze krankzinnige schutter. Wie overleeft deze aanval?

## Rolverdeling
- Sheridan Smith - Becky
- Ralph Brown - Neville
- Russell Tovey - Paul
- Jack O'Connell - Kurtis